# Capparis ornans
Capparis ornans är en kaprisväxtart som beskrevs av Ferdinand von Mueller och George Bentham. Capparis ornans ingår i släktet Capparis och familjen kaprisväxter. Inga underarter finns listade i Catalogue of Life.